# Lauren Irwin
Lauren Irwin, född den 20 augusti 1998, är en brittisk roddare.

## Karriär
Vid olympiska sommarspelen 2024 i Paris ingick Irwin i det brittiska lag som tog brons i åtta med styrman.
Vid EM 2025 i Plovdiv tog Irwin brons i fyra utan styrman tillsammans med Daisy Bellamy, Martha Birtles och Heidi Long samt var en del av Storbritanniens lag som tog guld i åtta med styrman.